# حسان غول
حسان غول أو مصطفى حجي محمد خان، هو باكستاني،  وعضو في تنظيم القاعدة يقال أن تسبب عن غير قصد إلى عملية مقتل أسامة بن لادن.
قيل أن حسان غول اُعتقل بواسطة قوات البيشمركة الكردية في كردستان العراق، وتم تسلمه إلى المخابرات الأمريكية في أوائل عام 2004، وكان حسان يحمل رسالة من أسامة بن لادن إلى أبي مصعب الزرقاوي.
وقد احتجز في موقع أسود لوكالة المخابرات المركزية لمدة عامين، خلال فترة الاحتجازه تعرض للتعذيب. مما اضطره للكشف عن اسم رسول بن لادن المُقرب «أبو أحمد الكويتي» والذي يقال أنه تم الاستدلال منه على مخبأ بن لادن.
في عام 2006 تم نقل غول إلى معتقلات الاستخبارات الباكستانية الداخلية، حتى أُطلق سراحه عام 2007، وقُتل غول في غارة جوية نفذتها طائرة بدون طيار تابعة لوكالة الاستخبارات المركزية في شمال وزيرستان في أكتوبر 2012. 